# Megaclite
Megaclite (XIX, S/2000 J8) är en av Jupiters månar. Den upptäcktes 2000 av en grupp astronomer vid University of Hawaii. Den döptes i oktober 2002 till Magaclite, vilket korrigerades till Megaclite i november 2002.
Megaclite har en genomsnittlig radie på 2,7 kilometer och roterar kring Jupiter på ett avstånd av cirka 23,8 miljoner kilometer.